# Safietou Sagna
Pour les articles homonymes, voir Sagna.
Safietou Sagna, née le 11 avril 1994 à Laty au Sénégal, est une footballeuse internationale sénégalaise évoluant au poste de milieu de terrain.

## Carrière

### En club
Mbayang Sow débute au Casa Sports. En 2017, elle rejoint l'équipe du Lycée Ameth Fall. Après avoir évolué de 2019 à 2010 à l'Union sportive des Parcelles Assainies, elle quitte le Sénégal pour la France et s'engage en 2021 au Bourges Foot 18 qui évolue en Régional 1.
En décembre 2022, elle devient une joueuse du Football Club de Metz, club de deuxième division. 

### En sélection
Elle fait partie de l'équipe du Sénégal participant au Championnat d'Afrique féminin 2012. Elle est la capitaine de la sélection quart-de-finaliste de la Coupe d'Afrique des nations féminine 2022.